# Schanzenviertel

Le Schanzenviertel (aussi appelé Schanze ou Die Schanze) est un quartier de Hambourg d'environ 0.2 à 0.4 km² de superficie, situé dans l'Arrondissement d'Altona. En 2008, le quartier Hamburg-Schanze est créé, remplaçant l'appellation Schanzenviertel.

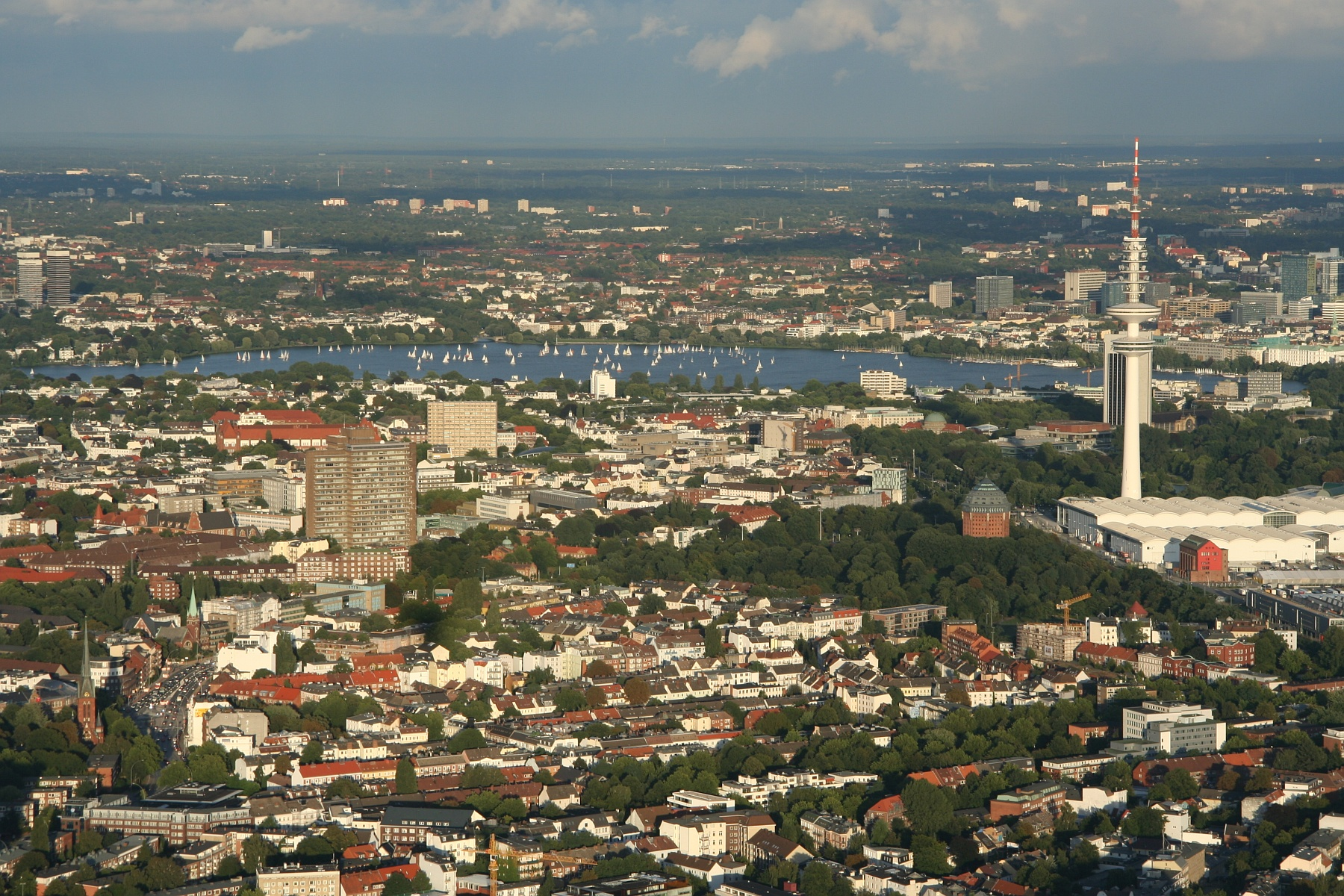
Vue aérienne du quartier, avec le parc Sternschanzenpark au centre

Ce quartier de Hambourg est marqué avant tout par une participation bouillonnante de la population dans la vie socio-culturelle ainsi que par un mélange de logements, de magasins et d'entreprises. Le nom a été hérité de la "Verteidigungsanlage" Sternschanze construite à cet endroit en 1682. Sur cette colline se trouve de nos jours le parc Sternschanzenpark bordé par les stations de métro et S-Bahn ainsi que par la rue Schanzenstraße. La rue Schulterblatt, qui traverse le quartier, porte en son nom le souvenir d'un ancien bistrot de Walfänger dont l'enseigne avait été fabriquée à partir d'une épaule de baleine.
Ce qui auparavant était un quartier pauvre en pleine décadence et dont on prévoyait la démolition, passe aujourd'hui pour le lieu où sortir à Hambourg et est très apprécié.

## Lieux d'intérêts
- L'ancien théâtre Rote Flora, devenu un squat
- Station de train S-Bahn Sternschanze
- Schanzenturm, ancien château d'eau devenu hôtel